# Râul Grosul
Râul Grosul este un curs de apă, afluent al râului Mureș. 